# Лимфосарком
Лимфосаркомът представлява злокачествен тумор на лимфните възли.
Среща се по-често при мъже в зряла възраст. Обикновено се засяга една група лимфни възли най-често шийните, медиастиналните или абдоминалните. Макроскопски възлите са увеличени, плътни, сраснали помежду си. Хистологично се намират клетки, отговарящи на лимфоцитите, но с изразен полиморфизъм, атипизъм и митози на ядрата. Устройството на лимфния възел е нарушено и фоликулите и синусите не личат ясно. В напредналите стадии във вътрешните органи се наблюдават инфилтрати от лимфоидни клетки.

## Клинична картина
Клиничната картина на лимфосаркома е много разнообразна. Началните прояви са увеличаване на лимфните възли на шията, подмишниците или ингвиналните гънки. Възлите срастват помежду си в пакет, срастват и с кожата и стават неподвижни. Консистенцията им е плътна. При медиастиналната форма настъпва притискане на съседните органи, което води до задух, дисфагия, парализа на нерви и др. За абдоминалната локализация са характерни болките в корема и кръвоизливите от червата. При всички форми постепенно се развиват анемия, кахексия, повишена температура. Понякога са увеличени слезката и черния дроб. Кръвната картина е нехарактерна: левкоцитите са нормални по брой или леко увеличени, лимфоцитите прогресивно намаляват, а РУЕ (скорост на утаяване на еритроцитите) е ускорена.

## Диагностициране и лечение
Диагнозата се осигурява с биопсия на лимфен възел. Лимфосаркомът протича злокачествено и завършва със смърт в течение на 1 – 2 години. Чрез подходящо лечение животът на болните може да се продължи за известно време.
 Лимфосаркомът е извънредно чувствителен към рентгенови лъчи и след облъчване се получава забележителен резултат – лимфните възли се стопяват и изчезват. Резултатът е нетраен и настъпват рецидиви. Прилагат се и химиотерапевтични средства без особен ефект.